# Dècim Carfulè
Dècim Carfulè (en llatí Decimus Carfulenus, o segons Appià, Dècim Carsuleu o Carsuleius), va ser un militar romà del segle i aC.
Va servir amb Juli Cèsar a la guerra d'Alexandria l'any 47 aC i es parla d'ell com a persona amb gran habilitat militar. En temps de la mort de Juli Cèsar l'any 44 aC va ser elegit tribú de la plebs i era partidari dels aristòcrates oposant-se a Marc Antoni, que al mes de novembre el va excloure del senat. Va prendre part a la guerra contra Marc Antoni l'any 43 aC i va morir en la batalla de Mutina, en la que Marc Antoni va ser derrotat.